# Arthur Heiding
Gustaf Arthur Heiding (i riksdagen kallad Heiding i Stora Tomteby), född 15 oktober 1883 i Mönsterås församling, Kalmar län, död 10 januari 1973 i Ljungby församling, Kalmar län, var en svensk politiker (Bondeförbundet), riksdagsledamot 1925–1951 och kommunikationsminister 1936.

## Biografi
Efter att ha genomgått bland annat handelsskola 1899 och lantbruksskola 1908 var Heiding lantbruksbokhållare 1909–1910 och inspektor 1911–1913.
Förlovning tillkännagavs den 25 september 1911 mellan Heiding och Esther Charlotta Nilsson, född 11 februari 1890, dotter till godsägaren Nils Johan och Alida Nilsson på Hults gård, Tuna. Giftermål ägde rum 1913.
I hemsocknen Ljungby innehade han ett flertal kommunala uppdrag främst 1919–1924. Han var ledamot av Djurgårdskommittén 1937, ordförande för Kalmar Landstings hushållningssällskap 1938–1947. Heiding var även landstingsman 1923–1954, ordf skogsvårdsstyrelsen 1943–1953, egnahemsnämnden 1938–1945, Högalids och Ingelstorps lantmannaskola 1946–1960, Ekerums försöksgård 1939–1960. Han var ledamot av riksdagens andra kammare 1925–1935 och första kammaren 1936–1951. Under perioden 19 juni 1936–28 september 1936 var han statsråd. I riksdagen skrev han 101 egna motioner, särskilt om jordbruket och kommunikationer, bl a Ölandsbron (1939). Några motioner gällde författningsfrågor, t ex minskning av ledamotsantalet i kamrarna. 
Heiding verkade som godsägare på Stora Tomteby, Kalmar. Gården arrenderades ut till Heiding som köpte den 1920. Huvudbyggnaden revs. Ett äldre hus blev gårdens nya bostad efter en om- och tillbyggnad 1924.
Han är gravsatt på Ljungby kyrkogård.

## Familj
Heiding föddes som son till landstingsmannen Johan Edvard Petersson och hans hustru Alida Maria Nilsson. I äktenskapet mellan Arthur och Esther Heiding föddes fyra barn: Ingrid (född 1916), Ivar (född 1921), Sture (född 1914) och Bengt (född 1924).